# Ordinariat militar de França
L'Ordinariat militar de França  (francès:  Diocèse aux armées françaises ) és una ordinariat militar de l'Església Catòlica a França. Actualment està regida pel bisbe Antoine de Romanet de Beaune.

## Territori
L'ordinariat està articulat en 4 vicariats, corresponents als quatre cossos de les Forces Armades Franceses: Exèrcit, Marina, Aviació i Gendarmeria. Aquests vicariats estan dirigit per un vicari general.
La seu de l'ordinariat és la ciutat de París, on es troba la catedral de Sant Lluís a l'Hôtel des Invalides.

## Història
El vicariat castrense de França va ser erigit el 26 de juliol de 1952 amb el decret Obsecundare votis de la Sacra Congregació Consistorial.
El 21 d'abril de 1986 el vicariat castrense va ser elevat a ordinariat militar amb la butlla Spirituali militum curae del papa Joan Pau II.

## Cronologia episcopal
- Maurice Feltin † (29 d'octubre de 1949 - 1 de desembre de 1966 jubilat)
- Pierre Marie Joseph Veuillot † (1 de desembre de 1966 - 15 d'abril de 1967 renuncià)
- Jean-Marie-Clément Badré † (15 de maig de 1967 - 10 de desembre de 1969 nomenat bisbe de Bayeux)
- Gabriel Marie Étienne Vanel † (21 d'abril de 1970 - 12 de febrer de 1983 renuncià)
- Jacques Louis Marie Joseph Fihey † (12 de febrer de 1983 - 22 d'abril de 1989 nomenat bisbe de Coutances)
- Michel Marie Jacques Dubost, C.I.M. (9 d'agost de 1989 - 15 d'abril de 2000 nomenat bisbe d'Évry-Corbeil-Essonnes)
- Patrick Le Gal (23 de maig de 2000 - 7 d'octubre de 2009 nomenat bisbe auxiliar de Lió)
- Luc Ravel, C.R.S.V. (7 d'octubre de 2009 - 18 de febrer de 2017 nomenat arquebisbe d'Estrasburg)
- Antoine de Romanet de Beaune, des del 28 de juny de 2017

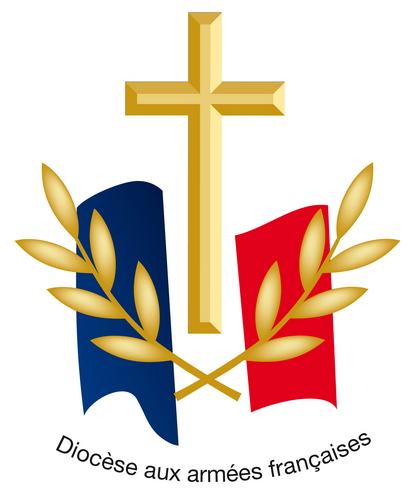
Insígnia de l'ordinariat militar
Insígnia de capellà catòlic de l'Exèrcit de Terra i la Gendarmeria
Insígnia de capellà catòlic i protestant de l'Exèrcit de l'Aire
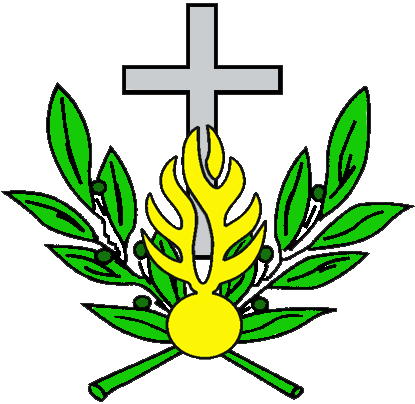
Insígnia de capellà de la Gendarmeria Nacional

## Estadístiques
| any  | població | població | població | sacerdots | sacerdots       | sacerdots       |
| any  | batejats | total    | %        | total     | clergat secular | clergat regular |
| ---- | -------- | -------- | -------- | --------- | --------------- | --------------- |
| 1999 | 205      | 161      | 44       | 19        | 44              | 3               |
| 2000 | 199      | 155      | 44       | 21        | 44              | 3               |
| 2001 | 179      | 135      | 44       | 20        | 44              | 3               |
| 2002 | 190      | 146      | 44       | 18        | 44              | 2               |
| 2003 | 135      | 125      | 10       | 20        | 10              | 2               |
| 2004 | 184      | 145      | 39       | 19        | 39              | 2               |
| 2013 | 147      | 113      | 34       | 27        | 34              |                 |
| 2016 | 152      | 120      | 32       | 25        | 32              |                 |